# Волоховские Выселки
Волоховские Выселки — деревня в Старожиловском районе Рязанской области. Входит в Мелекшинское сельское поселение

## География
Находится в западной части Рязанской области на расстоянии приблизительно 19 км на юго-восток по прямой от районного центра поселка Старожилово на левом берегу реки Проня.

## История
На карте 1850 года еще не была отмечена.
В 1897 году здесь (тогда деревня Пронского уезда Рязанской губернии) было учтено 17 дворов.

## Население
Численность населения: 90 человек (1897), 6 в 2002 году (русские 83 %), 9 в 2010.